# Henry Fitzalan-Howard (14e duc de Norfolk)
Henry Granville Fitzalan-Howard, 14e duc de Norfolk, (7 novembre 1815 - 25 novembre 1860) est un pair et homme politique britannique. Il est Comte-maréchal et chef Butler of England. 

## Famille
Il est le fils de Henry Howard (13e duc de Norfolk), et de Lady Charlotte Sophia Leveson-Gower. 
Il épouse Augusta Lyons (1821 – 1886), le 19 juin 1839. Elle est la fille de Edmund Lyons (plus tard 1er baron Lyons) et Augusta Louisa Rogers, et est souvent connue sous son deuxième prénom, "Minna". Ils ont onze enfants. 
- Lady Victoria Alexandrina Fitzalan-Howard (1840-1870), mariée en 1861, à James Hope-Scott
- Lady Minna Charlotte Fitzalan-Howard (1843-1921), religieuse carmélite
- Lady Mary Adeliza Fitzalan-Howard (1845-1925)
- Henry Fitzalan-Howard (15e duc de Norfolk) (1847-1917), 15e duc de Norfolk
- Lady Etheldreda Fitzalan-Howard (1849-1926), sœur de la charité
- Lady Philippa Fitzalan-Howard (1852-1946) mariée en 1888 à Sir Edward Stewart (1857-1948)
- Hon. Philip Thomas Fitzalan-Howard (1853-1855)
- Lord Edmund FitzAlan-Howard (1er vicomte FitzAlan de Derwent) (1855-1947) créé vicomte FitzAlan de Derwent; marié en 1879 à Lady Mary Caroline Bertie
- Lady Anne Fitzalan-Howard (1857-1931), mariée en 1878 avec le général Lord Ralph Drury Kerr, fils du marquis de Lothian
- Lady Elizabeth Mary Fitzalan-Howard (1859-1859)
- Lady Margaret Fitzalan-Howard (1860-1899), Fondation de l'Union sociale catholique

Le duc et la duchesse sont tous deux enterrés dans le mausolée de la chapelle Fitzalan, sur la partie ouest du château d'Arundel.

## Vie publique
Il est élu en tant que Whig pour Arundel à la Chambre des communes britannique de 1837 à 1851, et pour Limerick City de 1851 à 1852. Il est un catholique romain dévoué, et démissionne de son siège d'Arundel plutôt que de soutenir l'Ecclesiastical Titles Act 1851,  mais est élu à Limerick quand son titulaire démissionne en sa faveur . Il a édité les vies de Philip Howard, comte d'Arundel, et d'Anne Dacres, sa femme (1857 et 1861) 